# Sever Retòric
Sever Retòric (en llatí Severus Rhetor) va ser un escriptor grec oriental. Fabricius pensa que és el mateix personatge que un Σεβῆρος σοφιστὴς Ῥωμαῖος (Sever Sofista Romà) mencionat a Suides i per Foci. El Sever de Foci va viure a Alexandria a la darrera part del segle v i era patró dels erudits de la ciutat. Sever era un home de fortuna amb una gran biblioteca. Va visitar Roma en el regnat de Procopi Antemi, on va ser nomenat cònsol l'any 470. Segons Damasci, Sever i Procopi Artemi tenien un acord secret per restaurar el paganisme.

## Obres
- Ἠθοποιἰαι, Ethopoeiae, una col·lecció de discursos ficticis suposadament pronunciats per personatges històrics o poètics. Se'n conserven vuit:
  - Herculis Periclymeno in certamine sese commutante.
  - Menelai, rapta a Paride Helena
  - Hectoris, quum comperisset Priamaum apud inferos cum Achille convivatum
  - Fragmentum allerius Ethopoeiae
  - Achillis, apud inferos edocti captain a Pyrrho Trojam esse
  - Aeschinis, cum deprehenderet Philippi imagine apud Demosthenem
  - Ejusdem, in exilium abeuntis, cum ei Demosthenes viaticum daret
  - Briseïs, cum Praecones eam abducerent
- II. Διηγήματα, Narrationes, sobre temes de mitologia grega.
  - De Viola
  - De Hyacintho
  - De Narcisso
  - De Arione
  - De Icaro
  - De Oto et Ephialte.[1]